# Eurong
Eurong est la principale localité de l'île Fraser, dans le Queensland, en Australie. Située près de la côte orientale de l'île, soit la plage 75 Mile Beach, elle est constituée d'un resort touristique protégé par des clôtures électriques contre les dingos.

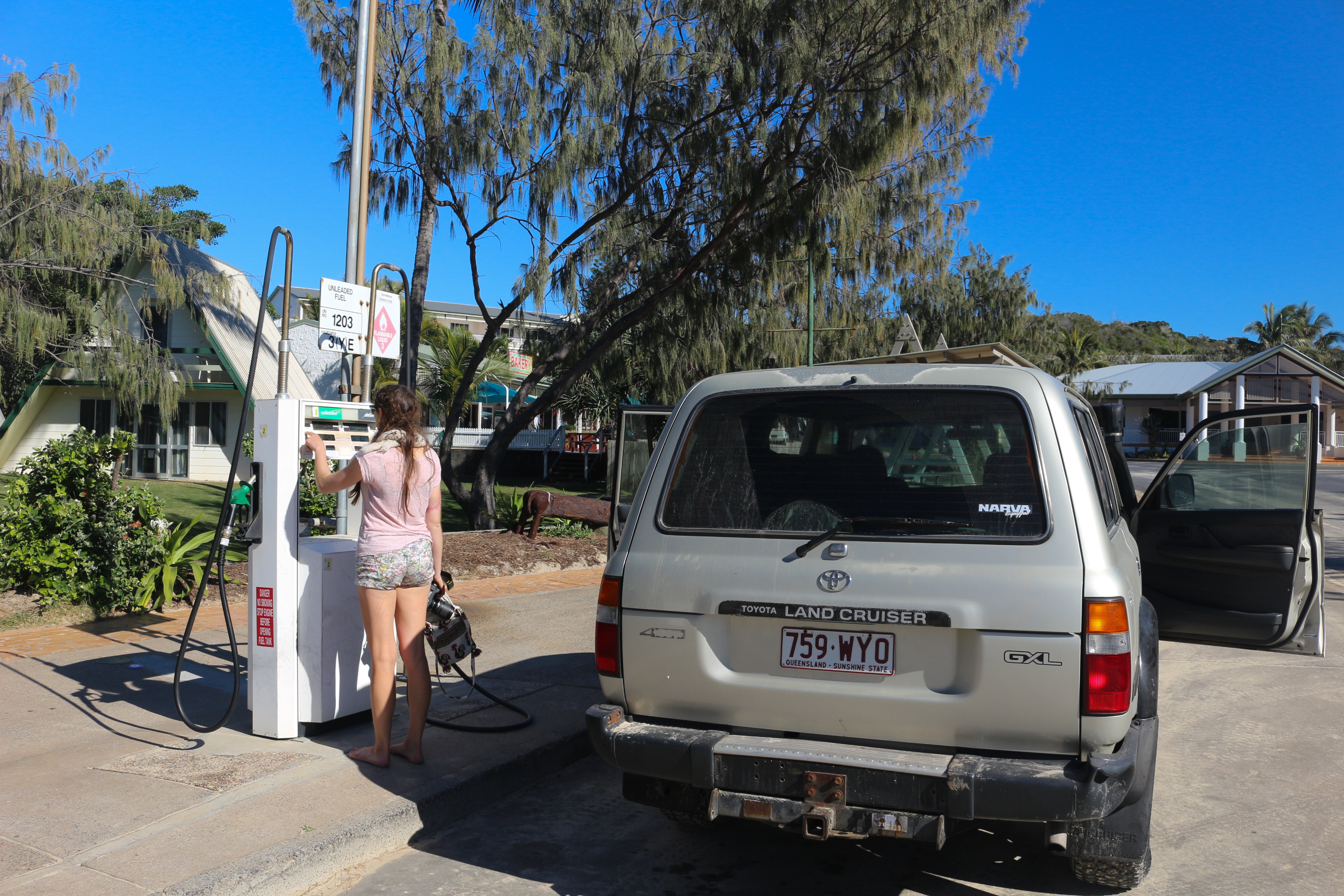
Une station service à Eurong, l'une des rares de l'île